# À neuf heures de Rama
Pour plus de détails, voir Fiche technique et Distribution.
À neuf heures de Rama (titre original : Nine Hours to Rama) est un film américano-britannique réalisé par Mark Robson, sorti en 1963.

## Synopsis
Comment l'hindou Nathuram Godse est devenu activiste puis meurtrier du Mahatma Gandhi. Le montage tout en flashbacks explique, neuf heures avant le dénouement fatal, pourquoi Godse a injustement accusé le Mahatma d'être responsable du massacre de milliers d'hindous par les musulmans, tragédie conduisant Godse à assassiner Gandhi en 1948.

## Fiche technique
- Titre : À neuf heures de Rama
- Titre original : Nine Hours to Rama
- Réalisation : Mark Robson
- Scénario : Nelson Gidding d'après le roman de Stanley Wolpert, Nine Hours to Rama (1962)
- Musique : Malcolm Arnold
- Photographie : Arthur Ibbetson, Ted Moore
- Son : J.B. Smith, Gerry Turner
- Montage : Ernest Walter
- Direction artistique : Elliot Scott, Ram Yedekar
- Décors : John Jarvis
- Costumes : David Ffolkes
- Pays de production :  États-Unis,  Royaume-Uni
- Tournage : 
  - Langue : anglais
  - Année : 1962
  - Intérieurs : Royaume-Uni
  - Extérieurs : Inde
- Producteur : Mark Robson
- Sociétés de production : Red Lion, Twentieth Century Fox
- Société de distribution : Twentieth Century Fox
- Format : couleur par DeLuxe — 35 mm — 2.35:1 CinemaScope — monophonique (Westrex Recording System)
- Genre : film historique, drame
- Durée : 124 minutes
- Date de sortie : États-Unis, 3 avril 1963
- Affiches : Macario Gómez Quibus (Espagne), Enzo Nistri (Italie)

## Distribution
- Horst Buchholz : Nathuram Godse
- José Ferrer : le superintendant de police Gopal Das
- Valerie Gearon : Rani Mehta
- Don Borisenko : Naryan Apte
- Robert Morley : P. K. Mussadi
- Diane Baker : Sheila
- Harry Andrews : le général Singh
- David Abraham : le détective Munda
- J.S. Casshyap : le Mahatma Gandhi
- Harold Kasket : Datta

## Distinction
- BAFTA 1964 : Arthur Ibbetson nommé pour la Meilleure photographie britannique en couleur

## Point de vue de la critique
Variety, écrit que « si Buchholz joue avec intensité et conviction, José Ferrer excelle en policier soucieux et consciencieux dévoué à Gandhi, ce dernier incroyablement et précisément incarné par J.S. Casshyap », les autres personnages souffrent d'être « soit inutilement et maladroitement développés comme celui de la femme mariée (Valerie Gearon) dont Nathuram Godse est épris, ou insuffisamment consistants comme ceux du complice hésitant (Don Borisenko), de l'Indien politicard gênant (Robert Morley) ou de la prostituée impulsive (Diane Baker) ».